# Luizi
Pour les articles homonymes, voir Luizi (homonymie).

Luizi, parfois écrit Lwizi, est une localité du territoire de Nyunzu dans le Tanganyika en République démocratique du Congo. La localité a une station, au kilométrage 189, sur la ligne de chemin de fer Kalemie–Kabalo.

## Sources
- Jean Omasombo Kasyulwe (dir.), Désiré Kisonga, Guillaume Léonard, Mathieu Zana, Edwine Simons, Joris Krawczyk et Mohamed Laghmouch, Tanganyika : Espace fécondé par le lac et le rail, Musée royal de l’Afrique central, coll. « Monographies des provinces de la RD Congo » (no 7), 2014 (présentation en ligne, lire en ligne)